# مارتن واغهورن
مارتن واغهورن (بالإنجليزية: Martyn Waghorn)‏ (23 يناير 1990 في المملكة المتحدة - ) هو لاعب كرة قدم بريطاني في مركز الهجوم. شارك مع منتخب إنجلترا تحت 19 سنة لكرة القدم ومنتخب إنجلترا تحت 21 سنة لكرة القدم. أما مع النوادي، فقد لعب مع تشارلتون أثلتيك وليستر سيتي ونادي رينجرز ونادي سندرلاند ونادي ميلوول وهال سيتي وويغان أتلتيك.

## وصلات خارجية
- مارتن واغهورن على موقع قاعدة بيانات كرة القدم.إي يو (الإنجليزية)
- مارتن واغهورن على موقع Soccerbase.com (لاعب) (الإنجليزية)
- مارتن واغهورن على موقع Soccerway.com (الإنجليزية)
- مارتن واغهورن على موقع عالم كرة القدم.نت (الإنجليزية)